# Doenjang
Doenjang (kor. 된장) – rodzaj sfermentowanej pasty sojowej w całości przyrządzanej z soi i solanki. Jest to również produkt uboczny produkcji guk-ganjang (sosu sojowego do zup). Pasta czasami jest używana jako relisz.

## Historia
Fermentowanie soi w Korei zaczęto jeszcze przed okresem Trzech Królestw. Kronika Trzech Królestw, chiński tekst historyczny napisany i opublikowany w trzecim wieku naszej ery, wspomina, że „ludzie Goguryeo dobrze fermentują soję”. Jangdoki wykorzystywane do produkcji doenjang znajdują się na malowidłach ściennych z grobowca Nr. 3 w An'ak z IV wieku.
W Samguk Sagi, historycznym zapisie z okresu Trzech Królestw, zapisano, że doenjang i ganjang, wraz z meju i jeotgal, zostały przygotowane na ceremonię zaślubin króla Sinmuna w lutym 683 roku. W Sikhwaji, części z Goryeosa (Historii Goryeo), zapisano, że w 1018 roku doenjang i ganjang zostały włączone jako zapasy do pomocy humanitarnej po inwazji Kitanów, a także w 1052 roku, kiedy wystąpił głód. Teksty okresu Joseon, takie jak Guhwangchwaryo i Jeungbo sallim gyeongje, zawierają szczegółowe procedury dotyczące przygotowywania dobrej jakości doenjang i ganjang. Gyuhap chongseo wyjaśnia, jak wybrać datę na przygotowanie, jak trzymać i przechowywać doenjang i ganjang.

## Produkcja
Doenjang jest w całości produkowany ze sfermentowanej soi i zalewy solnej. Podczas produkcji powstaje również guk-ganjang (pol. sos sojowy do zup).
Proces tradycyjnej produkcji pasty zwykle rozpoczyna się w okresie ipdong, na początku listopada, i obejmuje szereg etapów i trwa około roku. Soja moczona jest przez noc, gotowana w słonej wodzie, a następnie ubijana w moździerzu (jeolgu) lub mielona w kamieniu młyńskim. Około jeden lub dwa doe (doe ≈ 1,8 litra) lub dwa kawałki ugniecionej soi są porcjowane, ściskane i kształtowane w kostkę lub kulę zwaną meju (kor. 메주). Następnie suszy się je przez kilka dni w chłodnym, zacienionym miejscu, aż do stwardnienia. Po stwardnieniu wiązane są słomą ryżową i wiesza pod okapem lub umieszczane w pokoju z ondol w celu fermentacji. W Jeongwol, w pierwszym miesiącu roku księżycowego, dobrze sfermentowane cegły meju są myte przy użyciu zimnej wody, przez około dobę suszy na słońcu, przekłada do dużego glinianego naczynia onggi i zalewa solanką. Aby nie dopuścić do zepsucia pasty sojowej, na powierzchni solanki układa się brykiety węgla drzewnego i suszone papryczki chili. Dobrze sfermentowane meju są tłuczone, aby otrzymać doenjan, a filtrat gotuje się, aby uzyskać ganjang.

## Wartości odżywcze i zdrowotne
Doenjang jest bogaty w flawonoidy i korzystne witaminy, minerały i hormony roślinne (fitoestrogeny), które uważa się za posiadające właściwości antyrakotwórcze. W tradycyjnych potrawach koreańskich menu koncentruje się na warzywach i ryżu, a doenjang, który jest robiony z soi, zawiera dużo lizyny, niezbędnego aminokwasu, którego ryż nie zawiera. Kwas linolowy (53% kwasów tłuszczowych) i kwas α-linolenowy (8% kwasów tłuszczowych) odgrywają ważną rolę w prawidłowym wzroście naczyń krwionośnych i zapobieganiu chorobom związanym z naczyniami krwionośnymi. Doenjang nie traci efektywności po ugotowaniu w daniach takich jak doenjang jjigae.